# Strada Ivan Zaikin din Chișinău
Strada Ivan Zaikin (din secolul al XIX-lea și până în 1924 – str. Kamenolomnaia; în 1924-1944 – str.  Dragoș-Vodă; începând cu 1944 poartă numele actual) este o stradă din centrul istoric al Chișinăului. 
De-a lungul străzii este amplasat doar un singur de monumente de arhitectură: Casa în care a locuit atletul Ivan Zaikin precum și edificii preponderent rezidențiale, dar și scuarul „Zaikin”. 
Strada începe de la intersecția cu str. Sfântul Andrei, intersectând alte 5 artere și încheindu-se la intersecția cu str. Albișoara.

## Legături externe
- Strada Ivan Zaikin din Chișinău la wikimapia.org